# Николай Мингрели
Николай Давидович Мингрели (на руски: Николай Давидович Мингрельский), по рождение Николай Дадиани (на грузински: ნიკოლოზ დავითის ძე დადიანი), е последният владетел на грузинското княжество Мегрелия. Руски офицер, генерал-майор. Участник в Руско-турската война (1877-1878). Кандидат за български княз през 1886 г..

## Биография
Николай Дадиани е роден на 4 януари 1847 г. в Зугдиди. Наследява на шестгодишна възраст историческата и етническа област Мегрелия от баща си княз Давид от династията Дадиани (1853). Поради малолетието си управлява с помощта на регентство, оглавявано от майка му, Екатерина Чавчавадзе.
По време на Кримската война част от княжеството му е временно окупирана от османски войски. След като турците са прогонени с руска помощ, се преселва в Санкт Петербург, където получава военно звание флигел-адютант на цар Александър II и е зачислен в гвардията.
През 1857 г. в Мегрелия избухва селско въстание, използвано от руските власти, които фактически ликвидират независимата грузинска власт. Княжеството е юридически включено в състава на Руската империя (1867). Николай Дадиани се отказва официално от владетелските си права в замяна на 1 милион рубли и княжеска титла Дадиан–Мингрелски). Семейството му запазва обширните си поземлени имоти, наследени след смъртта на майка му Екатерина през 1882 г. Зачислен е като офицер в гвардейска кавалерийска част (1975). Николай Дадиани израства при двора на императора в Петербург и в Париж, където довършва образованието си.
Участник в Руско-турската война (1877-1878). Служи в предния отряд с командир генерал-лейтенант Йосиф Гурко. Участва в освобождението на Търново, овладяването на Шипченския проход през юли 1877 г., в битката при Нова Загора и др. Уволнява се от руската армия с повишение във военно звание генерал-майор през октомври 1878 г.
След избухването на „Българската криза“ през ноември 1886 г., руската дипломация лансира кандидатурата на Николай Мингрели като български княз на мястото на абдикиралия Александър Батенберг. Предложението е отхвърлено както от регентството на Княжество България така и от Великите сили.